# Millettia schliebenii
Millettia schliebenii là một loài rau đậu thuộc họ Fabaceae.
Loài này chỉ có ở Tanzania.